# Carrozze unificate I
Le carrozze unificate I (CU I; in tedesco Einheitswagen I – EW I; in francese voitures unifiées I – VU I) sono una serie di carrozze passeggeri delle Ferrovie Federali Svizzere.
Furono costruite da SIG e Schlieren in 1208 unità tra il 1956 e il 1967, di cui 1028 di seconda classe. I primi due prototipi furono consegnati alle FFS da SIG e Schlieren il 28 febbraio 1956 e presentati alla stampa a Basilea il giorno seguente.
Con il passare degli anni vennero ammodernate, sostituendo gli intercomunicanti a soffietto con tubolari in gomma, e le luci a incandescenza con lampade al neon. A partire dalla metà degli anni ottanta 503 tra CU I e CU II vennero modificate per l'utilizzo con le automotrici RBDe 4/4 nei treni regionali e suburbani, con modifiche all'allestimento interno e verniciate esternamente in blu e grigio; 40 carrozze di prima classe furono ammodernate nel 1997 per i treni espressi, venendo riverniciate in nero, verde e blu.
Vennero ritirate dal servizio il 1º aprile 2021.
Carrozze analoghe vennero fornite anche alla BLS tra il 1957 e il 1977 in 101 unità, e ad altre ferrovie private elvetiche, con miglioramenti (finestrini meglio isolati) rispetto alle carrozze delle FFS. Carrozze analoghe a quelle fornite alla BLS furono costruite su licenza tra il 1965 e il 1981 per le Österreichische Bundesbahnen in circa 800 esemplari: in Austria divennero note come "Schlierenwagen".
Le CU I fecero inoltre da modello per le carrozze a scartamento metrico fornite alla Ferrovia Retica.

## Galleria d'immagini

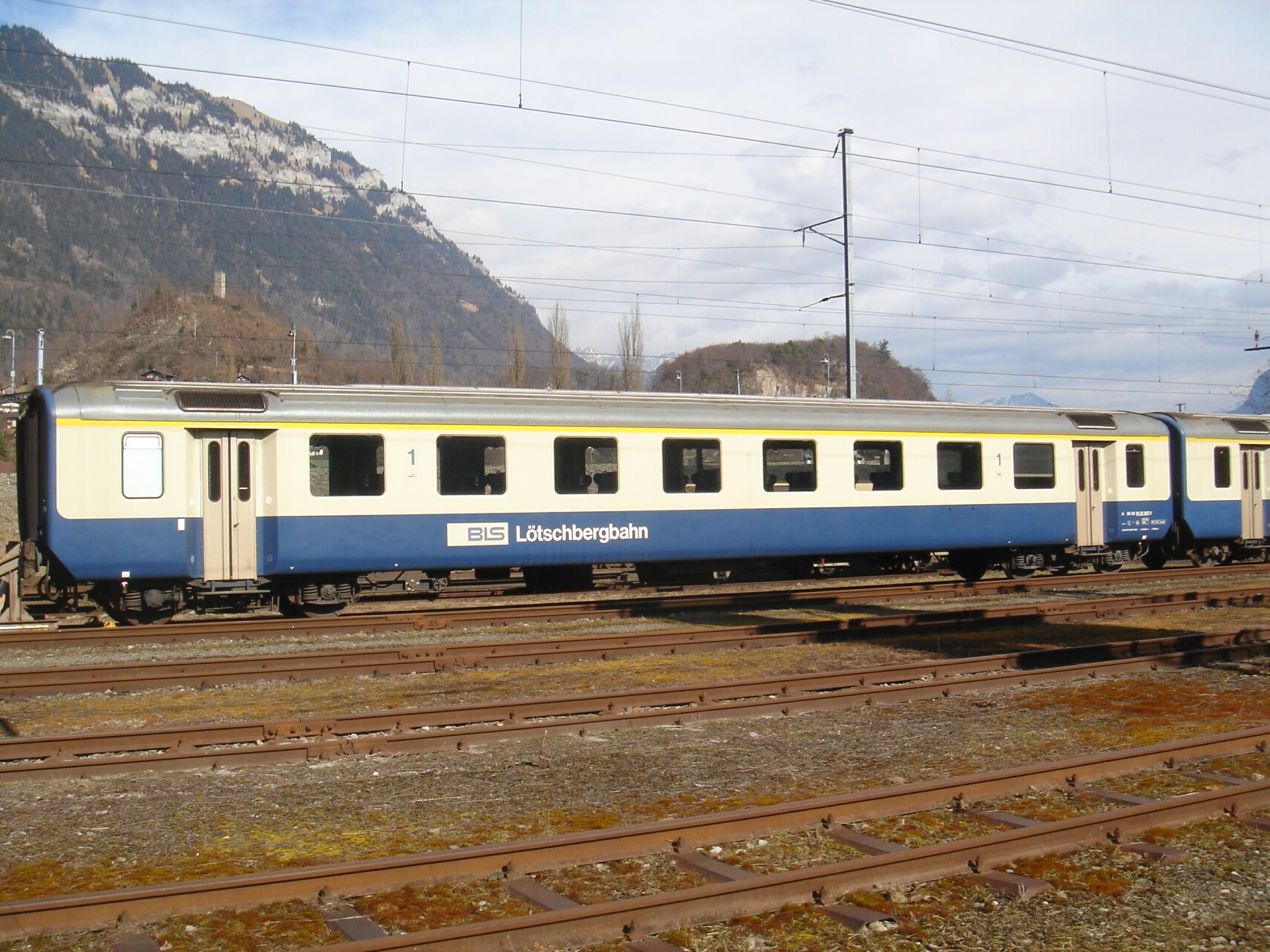
Carrozza CU I A 50 63 18-33 807 della BLS
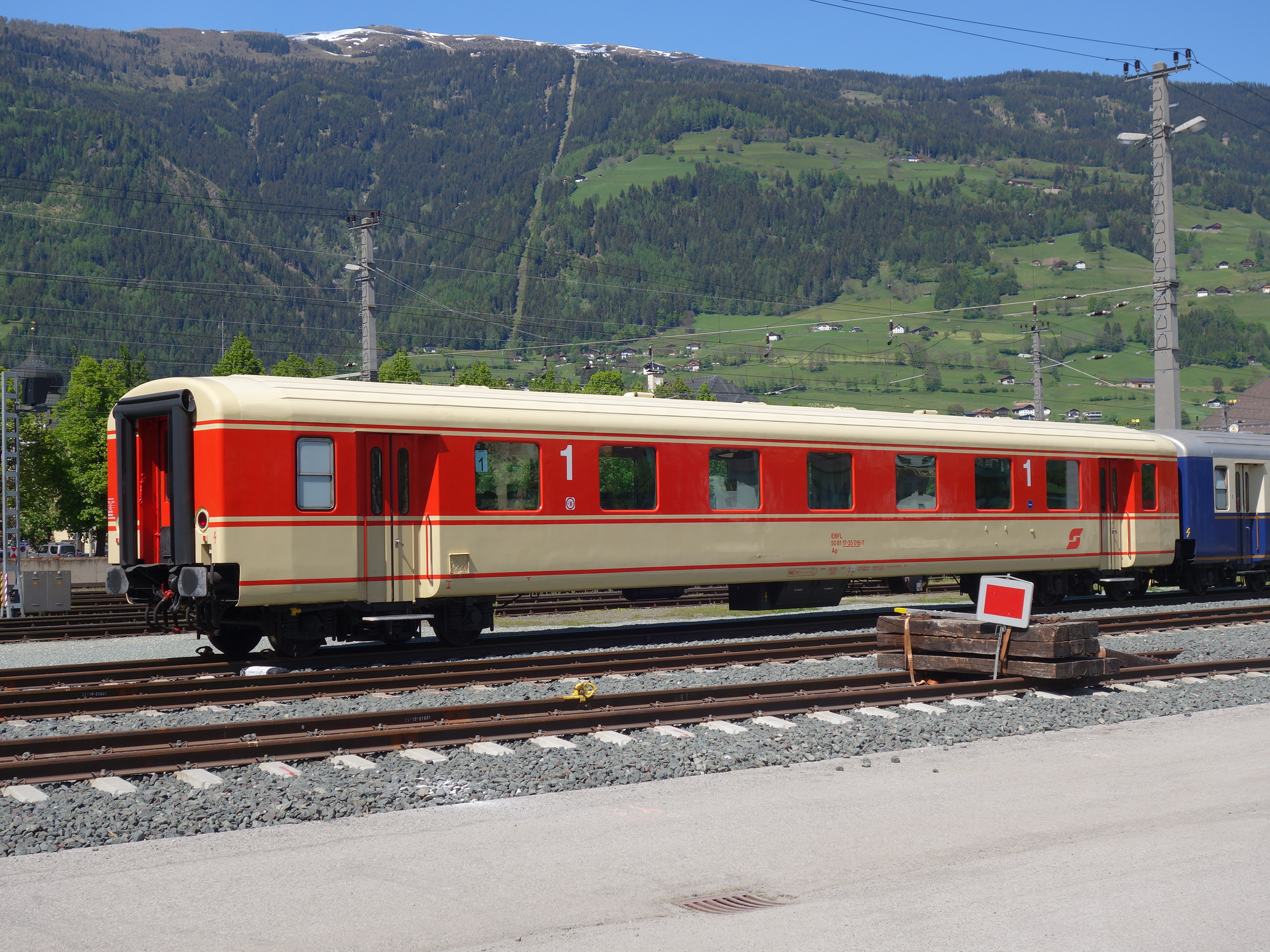
"Schlierenwagen" 50 81 17-35 016 delle ÖBB
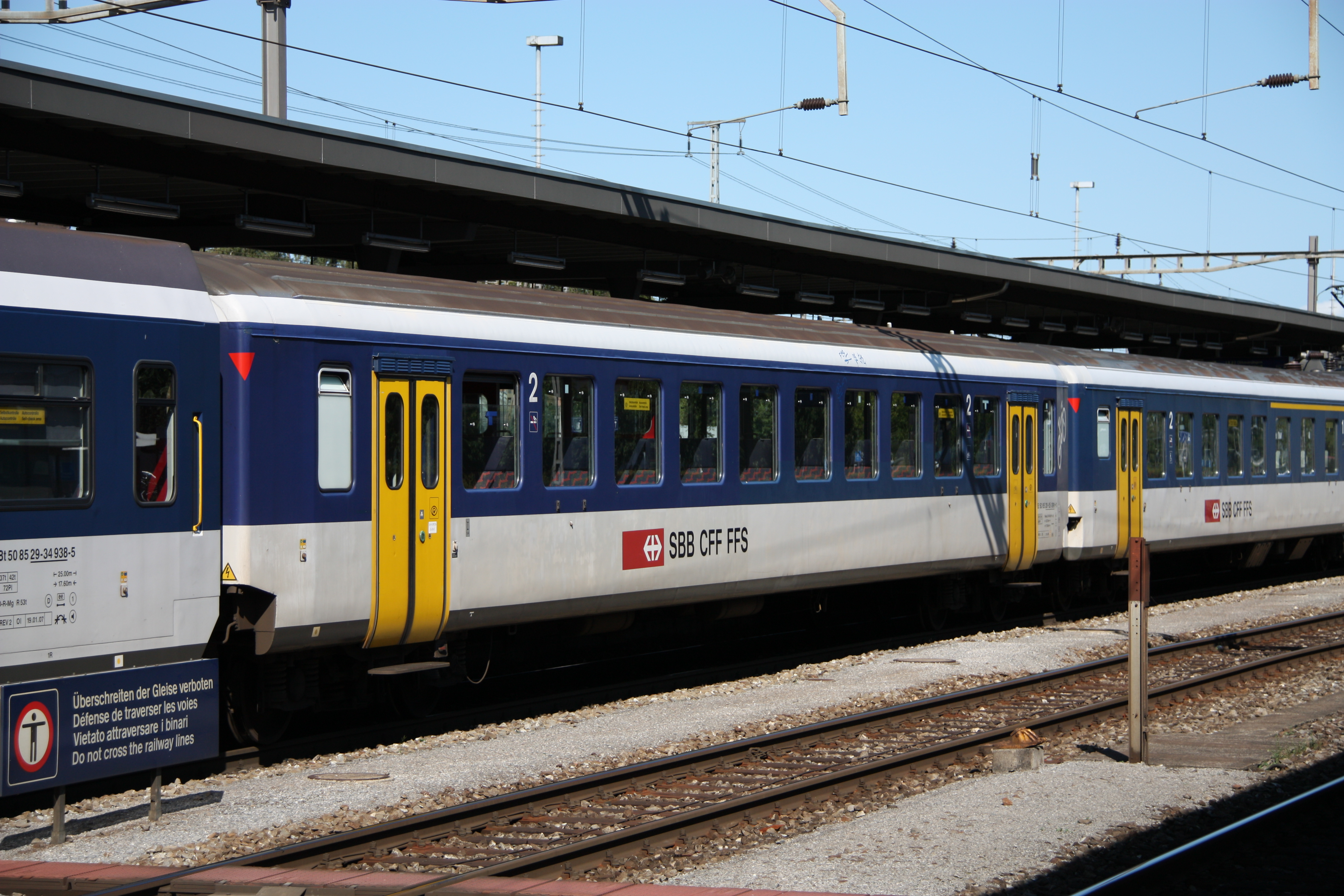
Carrozza CU I B 50 85 20-35 091 per servizio regionale